# Karl Ludwig Freiherr von und zu Guttenberg
Karl Ludwig Freiherr von und zu Guttenberg (* 22. Mai 1902 in Würzburg; † 23. oder 24. April 1945 in Berlin) war ein deutscher Gutsbesitzer, Historiker, monarchistischer Publizist und Mitglied des konservativen Widerstandskreises vom 20. Juli 1944.

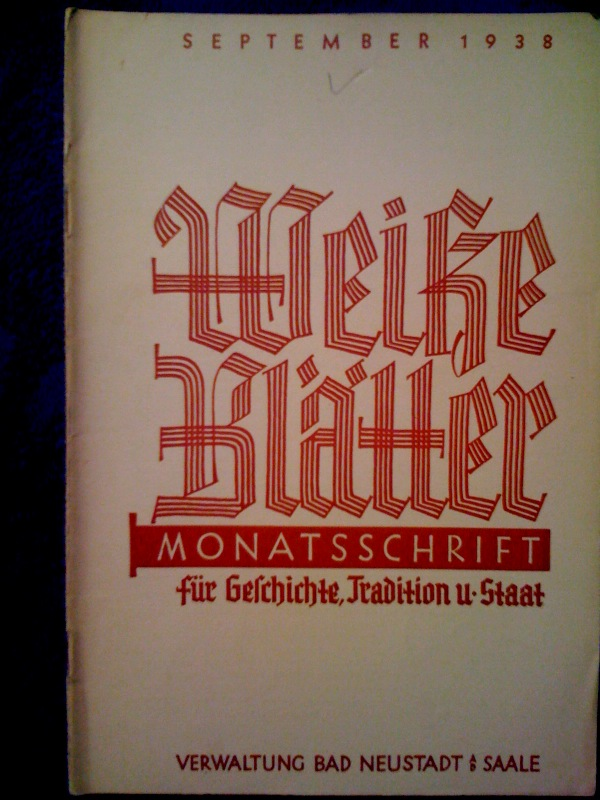
Titelseite der Weißen Blätter, Ausgabe September 1938

## Leben
Freiherr von Guttenberg entstammte dem alten fränkischen Adelsgeschlecht der Guttenberg. Er studierte zunächst in München Rechtswissenschaften, wechselte aber schon bald nach Würzburg und Erlangen, wo er Geschichte bis zur Promotion 1929 studierte. Sein Doktorvater war Max Buchner. Als Student wurde er aktives Mitglied des katholischen Studentenvereins Rheno-Bavaria im KV. Daneben war Guttenberg Mitglied des rechtsgerichteten adlig-bürgerlichen Interessenverbandes Gäa. 1929 heiratete er Therese Prinzessin zu Schwarzenberg. Aus der Ehe gingen drei Kinder hervor.
Der katholisch-konservativ denkende fränkische Monarchist Guttenberg gab für die Arbeitsstelle für konservatives Schrifttum schon während der Weimarer Republik die Zeitschrift Die Monarchie – Zeitschrift für deutsche Tradition heraus, nach deren Verbot 1934 die Zeitschrift Weiße Blätter. Zeitschrift für Geschichte, Tradition und Staat. Die kaum merkliche rechtskonservativ-historische Kritik der Weißen Blätter am Nationalsozialismus nutzte Guttenberg zum Herstellen von Verbindungen und zur Vernetzung der „Deutschen Opposition gegen Hitler“ (Hans Rothfels). So konnte er im August 1939 den ersten Kontakt zwischen Carl Friedrich Goerdeler und dem Diplomaten Ulrich von Hassell vermitteln. Die ihm im September 1937 angetragene Aufnahme in die NSDAP hatte er mit Verweis auf die „Art und Form, mit welcher religiöse und kirchliche Fragen innerhalb der Partei zeitweise behandelt und zu lösen versucht werden“, abgelehnt.
Seit 1941 arbeitete Guttenberg in Berlin in der militärischen Abwehr für Admiral Wilhelm Canaris. Ab 1943 wurde er von der Gestapo genauer beobachtet. Er hatte Verbindungen zu Josef Römer und zum Kreisauer Kreis, war aber nicht direkt in die Vorbereitung zum Attentat vom 20. Juli 1944 einbezogen. Einige Tage nach dem Anschlag wurde er von der Gestapo festgenommen und in der Nacht vom 23. zum 24. April 1945 zusammen mit Ernst Schneppenhorst und Albrecht Graf von Bernstorff im Zellengefängnis Lehrter Straße ermordet. Zu einer Anklage vor dem Volksgerichtshof war es nicht gekommen. Die Entscheidung zu Guttenbergs Ermordung hatte Gestapo-Chef Heinrich Müller getroffen, beauftragt wurde SS-Führer Kurt Stawizki.
Die wichtigsten Veröffentlichungen über Guttenberg stammen von seiner Tochter Maria Theodora Freifrau von dem Bottlenberg-Landsberg.

## Würdigung
Die katholische Kirche hat Karl Ludwig Freiherr von und zu Guttenberg als Glaubenszeugen in das deutsche Martyrologium des 20. Jahrhunderts aufgenommen.

## Werke
- Die zeitgenössische Presse Deutschlands über Lenin, 122 S., Würzburg 1931[4]

## TV-Dokumentation
- Eckart Querner: Deutsche Dynastien – Die Guttenbergs. In: Das Erste vom 22. November 2010 (44 Minuten); Informationen zur Dokumentation